# Senilità
Senilità és una pel·lícula italiana del 1962 dirigida per Mauro Bolognini i protagonitzada per Claudia Cardinale i Anthony Franciosa, basada en la novel·la Senilità d'Italo Svevo que mostra un retrat de Trieste.

## Argument
Emilio (Anthony Franciosa), d'uns 40 anys, ha viscut entre idees i llibres i busca una relació a curt termini sense responsabilitats. Busca emular el seu amic Stefano (un faldiller reeixit) (Philippe Leroy) i les històries d'aventures que ha llegit en llibres, però que no ha experimentat.
Coneix la jove Angiolina (Claudia Cardinale), una dama bella i vivaç a la que percep com a lliure i innocent. L'educarà en les maneres del món i reduirà la seva ingenuïtat. Explica feliçment la trobada a la seva germana, Amalia (Betsy Blair), amb qui viu. Ella li diu que no faci res estúpid i li pregunta si la dama és honesta.
Una col·lega fa pensar que l'Angiolina pot no ser el "petit àngel" que el seu nom suggereix. Les fotografies de casa seva també suggereixen que ha conegut anteriorment diversos homes. Les observacions progressives d'Angiolina, al voltant de Trieste, la revelen amb diversos homes.
Durant un viatge a un restaurant, Angiolina també desenvolupa una relació instantània amb Stefano, i ell la persuadeix de posar per a ell ("vestida") en la seva obra com a escultor.
Mentrestant, la seva germana Amalia desenvolupa una infatuació amb el talentós Stefano. Quan Emilio impedeix que Stefano no la vegi més, porta a conseqüències tràgiques ...

## Repartiment
- Anthony Franciosa:	Emilio Brentani
- Claudia Cardinale:	Angiolina Zarri
- Betsy Blair: Amalia Brentani
- Philippe Leroy: Stefano Balli
- Raimondo Magni: Visentini
- Aldo Bufi Landi: Soriani

## Guardons
Va obtenir el Premi Sant Sebastià a la Millor Direcció al Festival Internacional de Cinema de Sant Sebastià 1962.